# Country-Rock

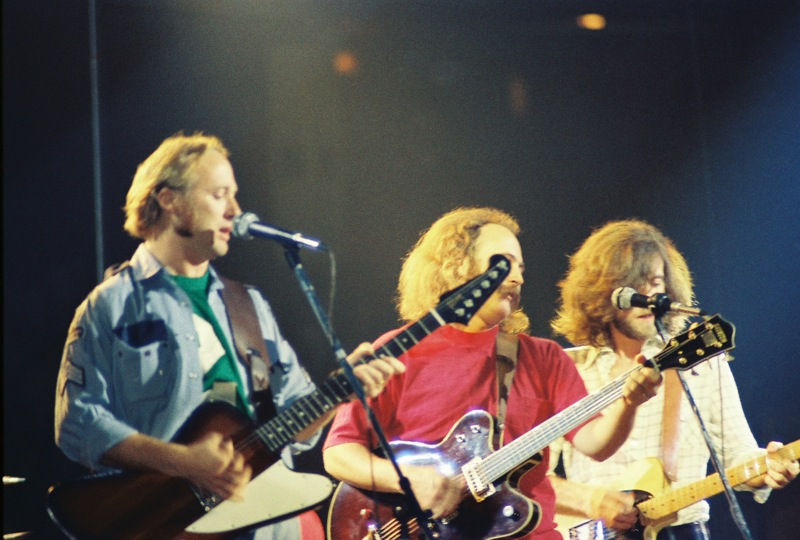
Zählen zu den bekanntesten Vertretern der Country-Rock Music: Crosby, Stills and Nash bei einem Konzert im August 1974

Unter Country-Rock versteht man eine Verschmelzung von Country- und Rockmusik. Die Stilrichtung entstand Ende der 1960er Jahre in Kalifornien.

## Geschichte

### Vorgeschichte
Mit Aufkommen des Rock ’n’ Roll und des Nashville Sounds in den 1950er Jahren hatte sich zwischen der Rock- und der Country-Szene eine nahezu unüberbrückbare Kluft herausgebildet. Die Differenzen wurden in den frühen 1960er Jahren mit Aufkommen elektronischer Varianten der Rockmusik und britischen Einflüssen noch verstärkt.
In Nordamerika entstand Mitte der 1960er Jahre zu den psychedelisch-elektronischen Klängen eine starke Gegenbewegung, die sich an traditioneller Folkmusik orientierte. Wichtige Protagonisten dieser Stilrichtung waren unter anderen Bob Dylan und The Byrds. Eine weitere Band war in den 70er Jahren Creedence Clearwater Revival um den Sänger und Gitarristen John Fogerty.
Auch innerhalb der Country-Szene gab es Musiker, die sich der Rockmusik zuwandten. Zu ihnen gehörten zum Beispiel Willie Nelson, Waylon Jennings und Johnny Cash, die die sogenannte Outlaw-Bewegung ins Leben riefen. Cash coverte zudem immer wieder Songs von Dylan und später auch von Bruce Springsteen und anderen Rockmusikern.

### 1960er Jahre – Hochzeit des Country-Rock
Im Jahr 1966 wurde Bob Dylan von seinem Manager Bob Johnston überredet, sein nächstes Album Blonde on Blonde in Nashville, der Hochburg der Country-Musik, zu produzieren. Dylan war von der Qualität der dortigen Musiker so beeindruckt, dass er im Anschluss daran an gleicher Stelle ein Album mit reiner Country-Musik mit dem Titel Nashville Skyline einspielte. Die Byrds aus Los Angeles gehörten zu den ersten, die die neuen Impulse aufgriffen. Unter musikalischer Führung von Gram Parsons und Chris Hillman wurde 1968 in Nashville Sweetheart of the Rodeo produziert, das als erstes Country-Rock-Album der Musikgeschichte gilt; es gab Vorläufer wie Safe At Home der International Submarine Band, die aber weitgehend unbeachtet blieben.
Nachdem die Trendsetter die neue Richtung vorgegeben hatten, experimentierten zahlreiche weitere Bands und Musiker mit Elementen der Country-Musik. Das Spektrum reichte dabei von den Monkees um den späteren Country-Musiker Michael Nesmith über Buffalo Springfield bis hin zu den Rolling Stones etwa mit Wild Horses oder Country Honk. Einige Gruppen wie die Flying Burrito Brothers spielten ausschließlich Country-Rock. Die Schallplattenumsätze waren allerdings nicht sehr hoch. Die Bedeutung des Country-Rocks der späten 1960er Jahre lag vor allem darin, die beiden Lager einander näherzubringen. Letztendlich profitierten beide Genres von der Entwicklung des Country-Rocks.

### 1970er Jahre – Die nächste Generation
Nachdem Dylan, die Byrds und andere das neue Terrain erschlossen hatten, entstanden in den 1970er Jahren Gruppen, die eine Mischung aus Country- und Rockmusik spielten. Am erfolgreichsten waren die Eagles. In den Südstaaten der USA entwickelte sich gleichzeitig eine härtere Variante, der sogenannte Southern Rock. Bekannteste Vertreter waren Lynyrd Skynyrd, The Allman Brothers Band und The Outlaws.
Ausgangspunkt für die klassische West-Coast-Music war der Folk-Club „Troubadour“ in Los Angeles. Hier präsentierten sich gegen Ende der 1960er Jahre junge Musiker wie beispielsweise Jackson Browne, Glenn Frey und Don Henley und Bands wie Buffalo Springfield, Byrds und Crosby, Stills and Nash.
Am erfolgreichsten wurde in den 1970er Jahren der West-Coast-Country-Rock vor allem durch die Eagles und Linda Ronstadt, die damals zum Synonym für den in Südkalifornien produzierten Country-Rock wurden. Die Eagles und Ronstadt erzielten zu dieser Zeit mit ihren Alben insgesamt elf Nummer-1-Notierungen in den amerikanischen Album-Charts. Das kommerziell erfolgreichste Album dieses Genres ist das Greatest-Hits-Album der Eagles Their Greatest Hits 1971–1975, das sich alleine in den USA in einer Stückzahl von fast 30 Millionen Exemplaren (29-mal Platin) und weltweit in einer Stückzahl von über 50 Millionen Exemplaren verkaufte. Die Eagles verkauften alleine in den USA über 150 Millionen Alben und mehr als 200 Millionen Tonträger insgesamt. Ein weiteres wichtiges Album des Country-Rock ist Heart Like A Wheel von Linda Ronstadt aus dem Jahr 1974, die damit ihren weltweiten Durchbruch schaffte. Weitere wichtige Protagonisten zu dieser Zeit waren Emmylou Harris und The Doobie Brothers.
Erwähnt werden sollte hier auch Carlene Carter, welche als Mitglied der Carter Family einerseits die traditionelle Countrymusik pflegt, andererseits in ihrer ersten Schaffensperiode in England Rockmusik auch zusammen mit der Gruppe Rockpile und als Mitglied der norwegischen Gruppe CCCP machte. In ihrer zweiten Schaffensperiode vermischte sie Country mit Rock' n' Roll und Rockelementen.

### Internationale Verbreitung
Dass Country-Rock nicht allein eine US-amerikanische Stilrichtung ist, stellt beispielsweise in Deutschland die Band BossHoss unter Beweis, die entsprechende Stilmittel in ihrer Musik verarbeitet, oder die finnische Band Steve ’n’ Seagulls. Australische Vertreter dieses Genres sind u. a. The Brook Chivell Band oder einheimische Künstler, die beim renommierten Country Rocks Festival in Sydney auftreten.